# 中指
中指（なかゆび）は、上肢の五指の内側から3番目にある指。五指の中間にあることから、そのように称される。
和語ではお兄さん指、高高指（たかたかゆび、丈高指の転訛）、医学用語では第三指、中指（ちゅうし）、漢語では中指（ちゅうし）、長指との呼び方がある。
手の甲を相手に向けて中指だけを立てるジェスチャーは、欧米社会などの英語圏で相手を侮辱する"Fuck You"
を意味し、日本ではファックサイン(和製英語)と呼ばれる。
日本のJリーグでは、試合会場で中指を立てる行為は統一禁止事項で制限されており、しばしば中指を立てたサポーターが入場禁止等の処分を受けている。
第一関節から先の部分を『弁慶の泣き所』と呼ぶことがまれにある。これは第一関節を伸ばした状態で第二関節を曲げると第一関節に力が入らなくなることから弁慶ほどの豪傑でも力を入れることができない箇所という意味である。